# Philippe Juvin
Philippe Juvin (ur. 1 lutego 1964 w Orleanie) – francuski polityk, lekarz i samorządowiec, poseł do Parlamentu Europejskiego VII i VIII kadencji, deputowany krajowy.

## Życiorys
Z wykształcenia lekarz anestezjolog. Pracował m.in. w szpitalu Hôpital Beaujon w Clichy. Objął także stanowisko profesora uniwersyteckiego (professeur des universités-Praticien hospitalier) w Paryżu. W 2007 prezydent Nicolas Sarkozy powołał go w skład komitetu ds. choroby Alzheimera. W 2012 został dyrektorem pogotowania ratunkowego w szpitalu Hôpital européen Georges-Pompidou.
Od 1983 sprawował mandat radnego La Garenne-Colombes. W 2001, 2008, 2014 i 2020 był wybierany na urząd mera tej miejscowości. W 2004 został także radnym departamentu Hauts-de-Seine i wiceprzewodniczącym rady generalnej. W Zgromadzeniu Narodowym pełnił funkcję zastępcy posła Jacques'a Kossowskiego.
Należał do gaullistowskiego Zgromadzenia na rzecz Republiki, z którym w 2002 przystąpił do Unii na rzecz Ruchu Ludowego. W wyborach w 2009 z listy UMP uzyskał mandat eurodeputowanego VII kadencji. W 2014 został wybrany do PE na kolejną kadencję, wykonując mandat do 2019. W 2021 został radnym rady regionalnej w Île-de-France.
W grudniu tegoż roku bez powodzenia ubiegał się o nominację prezydencką w partyjnych prawyborach, przegrywając w pierwszej turze, po której wsparł kandydaturę Valérie Pécresse. W wyborach w 2022 uzyskał mandat posła do Zgromadzenia Narodowego (reelekcja w 2024).

## Odznaczenia
- Legia Honorowa V klasy (2009)[10]
- Order Narodowy Zasługi V klasy (2003)[11]